# Festspielhaus Baden-Baden
Il Festspielhaus Baden-Baden è una sala da concerto e per opere nella città di Baden-Baden nel Baden-Württemberg. Con 2.500 posti a sedere per gli spettatori, è il più grande teatro del genere della Germania. Il Festspielhaus, inaugurato nel 1998, non ha un proprio gruppo musicale. Gli spettacoli di opera, concerti e balletti di artisti e ensemble di fama internazionale sono finanziati da una fondazione privata. Oltre a quattro fasi del festival annuali e altri eventi individuali di musica classica, intrattenimento di lusso e jazz, qui si svolgono anche i concerti del New Pop Festival.

## Informazioni generali e storia
Il nuovo edificio è stato inaugurato il 18 aprile 1998 con l'integrazione architettonica della vecchia stazione ferroviaria (Baden-Baden) (oggi: biglietteria, Sala festival del ristorante Aida, Mondo della musica per bambini „Toccarion“della Fondazione Sigmund Kiener). L'architetto del nuovo edificio fu il viennese Wilhelm Holzbauer. Progettata fin dall'inizio come istituzione culturale finanziata privatamente, dopo un finanziamento pubblico di avviamento, il passaggio alla prima compagnia d'opera e concerti europea, finanziata privatamente, ebbe successo. La fondazione culturale privata Festspielhaus Baden-Baden è sponsor del Gestore GmbH dal marzo 2000. Dal luglio 1998 al 2019, Andreas Mölich-Zebhauser ha gestito il teatro come direttore artistico. Benedikt Stampa è direttore del Festspielhaus Baden-Baden dalla stagione 2019/2020.
Dal 2000 è stato descritto come l'unico teatro dell'opera tedesco che se la cava senza sovvenzioni. Però l'affitto e la manutenzione del teatro sono a carico del Comune e dello Stato in egual modo. Circa 3,5 milioni di euro all'anno vanno a un fondo immobiliare che all'epoca finanziò la costruzione del teatro. Un altro mezzo milione di euro di fondi pubblici ogni anno vengono sostenuti per manutenzioni, tasse e assicurazioni. I critici si aspettano sussidi per 200 milioni di euro entro la fine del mandato del fondo nel 2020.
Una comunità di circa 2000 sponsor privati, inclusa una cerchia di amici di 1500 membri di un'associazione registrata, sostiene annualmente il programma del Festspielhaus con circa otto milioni di euro.
Circa due terzi del budget di 20 milioni di euro sono finanziati dalla vendita dei biglietti, dagli introiti gastronomici e dai diritti e circa un terzo da finanziamenti privati e sponsorizzazioni. Il Festspielhaus Baden-Baden gestisce anche una propria agenzia di viaggi e organizza viaggi culturali a Baden-Baden.
Il tasso di occupazione medio per gli spettacoli nel 2012 è stato dell'85%.
Gli studi dell'Università di San Gallo hanno determinato un afflusso di potere d'acquisto dal Festspielhaus per la città e la regione di Baden-Baden di circa 46 milioni di euro per il 2008 e 52 milioni di euro per il 2013.
I media partner del Festspielhaus Baden-Baden sono Südwestrundfunk (SWR) e l'emittente televisiva Arte. La Kulturstiftung Festspielhaus Baden-Baden ha assegnato il Premio musicale Herbert von Karajan a Baden-Baden ogni anno dal 2003 al 2016.
Il 21 novembre 2019 al Festspielhaus è stato assegnato il Premio Bambi media.

## Il programma
La stagione del Festspielhaus Baden-Baden inizia a settembre e dura fino alla fine di luglio dell'anno successivo. Le fasi del festival sono aperte dalle prime di opere appena messe in scena. Questo sta accadendo attualmente al Festival di Pasqua con la Berliner Philharmoniker (che ha avuto luogo a Salisburgo dal 1967 al 2012), al Festival di Pentecoste e al Festival estivo.
Il Festival d'Autunno offre spettacoli d'opera concertante e concerti solisti con cast di spicco. Tra le fasi del festival, gli ospiti includono note compagnie di balletto come l'Hamburg Ballet John Neumeier (autunno) e il Balletto Mariinskij di San Pietroburgo (residenza di Natale), nonché compagnie di danza moderna di tutto il mondo. Numerosi concerti di artisti rinomati con musica classica ma anche serate jazz, spettacoli di intrattenimento e musical completano il programma.
Dal 2008 il Festspielhaus Baden-Baden gestisce un vasto programma per bambini e giovani finanziato da privati con festival musicali interattivi per bambini, opere per bambini, incontri con artisti (masterclass) e laboratori. Circa 3.000 scolari da soli sono ospiti di eventi ogni stagione nell'ambito del progetto scolastico "Discover Columbus Classics!" (finanziato da Grenke AG) e si preparano in anticipo per queste visite in classe. La corrispondente collaborazione con il Consiglio regionale di Karlsruhe (dal 2010) è unica in Germania. Anche il mondo della musica per bambini Toccarion della Fondazione Sigmund Kiener (dal 2013) si trova nella Festspielhaus Baden-Baden ed è aperto tutto l'anno.

### Le principali produzioni d'opera
- La traviata (Valerij Gergiev, Direttore d'orchestra / Philippe Arlaud, Regista, 2001),
- Il ratto dal serraglio (Marc Minkowski, Direttore d'orchestra / Macha Makaieff e Jérôme Deschamps, Regista, 2003),
- L'anello del Nibelungo (Valery Gergiev, Direttore d'orchestra e Ideatore / George Tsypin, Scenografia, 2003/2004),
- Rigoletto (Thomas Hengelbrock, Direttore d'orchestra / Philippe Arlaud, Regista, 2004)
- Parsifal (Kent Nagano, Direttore d'orchestra / Nikolaus Lehnhoff, Regista, 2004)
- Il flauto magico (Claudio Abbado, Direttore d'orchestra / Daniele Abbado, Regista, 2005)
- Lohengrin (Kent Nagano, Direttore d'orchestra / Nikolaus Lehnhoff, Regista, 2006)
- Falstaff (Thomas Hengelbrock, Direttore d'orchestra / Philippe Arlaud, Regista, 2007)
- Tosca (Eivind Gullberg Jensen, Direttore d'orchestra / Nikolaus Lehnhoff, Regista, 2007)
- Fidelio (Claudio Abbado, Direttore d'orchestra / Chris Kraus, Regista, 2008)
- Tannhäuser (Philippe Jordan, Direttore d'orchestra / Nikolaus Lehnhoff, Regista, 2008)
- Il cavaliere della rosa (Christian Thielemann, Direttore d'orchestra / Herbert Wernicke, Regista, 2009)
- Il franco cacciatore (Thomas Hengelbrock, Direttore d'orchestra / Robert Wilson, Regista, 2009)
- Elettra (Christian Thielemann, Direttore d'orchestra / Herbert Wernicke, Regista, 2010)
- Ariadne auf Naxos (Christian Thielemann, Direttore d'orchestra / Philipp Arlaud, Regista, 2012)
- L'elisir d'amore (Pablo Heras-Casado, Direttore d'orchestra / Rolando Villazón, Regista, 2012)
- Il flauto magico (Sir Simon Rattle, Direttore d'orchestra / Robert Carsen, Regista, 2013)
- Don Giovanni (Thomas Hengelbrock, Direttore d'orchestra / Philipp Himmelmann, Regista, 2013)
- Manon Lescaut (Sir Simon Rattle, Direttore d'orchestra / Sir Richard Eyre, Regista, 2014)
- Der Rosenkavalier (Sir Simon Rattle, Direttore d'orchestra / Brigitte Fassbaender, Regista, 2015)
- Tristano e Isotta (Sir Simon Rattle, Direttore d'orchestra / Mariusz Trelinski, Regista 2016)
- Tosca (Sir Simon Rattle, Direttore d'orchestra / Philipp Himmelmann, Regista 2017)
- Parsifal (Sir Simon Rattle, Direttore d'orchestra / Dieter Dorn, Regista 2018)
- Otello (Zubin Mehta, Direttore d'orchestra / Robert Wilson, Regista 2019)

### Le orchestre più famose
La Berliner Philharmoniker, la Wiener Philharmoniker, la Sächsische Staatskapelle Dresden, l'Orchestra sinfonica di Bamberga, la Concertgebouw Orkest Amsterdam, il Balthasar-Neumann-Ensemble e le principali orchestre degli Stati Uniti, della Gran Bretagna e dell'Italia possono essere visitate regolarmente al Festspielhaus.
Le produzioni d'opera di Baden-Baden sono in parte create come coproduzioni, ad es. con palchi come il Metropolitan Opera New York, (Jolanthe (2015), Manon Lescaut (2016), Tristano e Isotta (ca. 2017)) o l'Opéra Bastille (Parigi/Il flauto magico 2014/2015).
Numerose produzioni del Festspielhaus Baden-Baden sono state pubblicate in DVD e BluRay. Queste includono le opere Lohengrin, Tannhäuser, Parsifal, Il cavaliere della rosa, Ariadne auf Naxos, L’elisir d’amore e balletti come Morte a Venezia (John Neumeier), Matthäuspassion  (John Neumeier) o Sacre (Aterballetto). Le registrazioni con Edita Gruberova (Norma) e Rolando Villazón (ciclo d'opera Mozart alla DG) sono apparse su CD.

## Storia della costruzione
I preparativi per la costruzione del Festspielhaus iniziarono già negli anni '90: nel 1995 2.700 interessati della regione si assicurarono il diritto ai biglietti per il futuro Festspielhaus e versarono circa 700.000 marchi tedeschi in una fondazione. Poco dopo, dopo lunghe controversie politiche, lo stato del Baden-Württemberg approvò un sussidio statale annuale di cinque milioni di marchi tedeschi. A quel tempo erano previsti costi di costruzione di 125 milioni di marchi tedeschi e il completamento nel 1998. Nello stesso anno si formò una cerchia di amici per sostenere la costruzione, presieduta dall'ex primo ministro Lothar Späth. Un fondo della Südwestdeutsche Landesbank doveva garantire il finanziamento e un contratto di operatore con la filiale di eventi di Dekra per garantirne il funzionamento a lungo termine.